# 室瀬和美
室瀬 和美（むろせ かずみ、1950年（昭和25年）12月26日 - ）は、日本の男性漆芸家。蒔絵の重要無形文化財保持者（人間国宝）。東京都出身。父は同じく漆芸家の室瀬春二。

## 年譜
- 1970年 東京藝術大学美術学部工芸科入学
- 1973年 安宅賞受賞
- 1974年 東京藝術大学美術学部工芸科卒業
- 1975年 「冬華文蒔絵飾箱」が第22回日本伝統工芸展にて初入選
- 1976年 東京藝術大学大学院美術研究科漆芸専攻修了（修了制作大学買い上げ）
- 1984年 池袋西武百貨店本店にて第1回個展開催
- 1985年 蒔絵飾箱「麦穂」が第32回日本伝統工芸展にて奨励賞受賞[6]
- 1989年 日本橋三越本店にて第2回個展開催
- 1991年 目白漆芸文化財研究所開設
- 1996年 三嶋大社蔵国宝「梅蒔絵手箱」模造制作[7]（ - 1998年）
- 2000年
  - 日本橋三越本店にて第3回個展開催
  - 金刀比羅宮本殿拝殿格天井「桜樹木地蒔絵」制作（ - 2004年）
  - 蒔絵螺鈿八稜箱「彩光」が第47回日本伝統工芸展にて東京都知事賞受賞[8]
- 2002年 蒔絵螺鈿八稜箱「彩華」が第49回日本伝統工芸展にて奨励賞受賞[9]
- 2004年 銀座和光本店にて第4回個展
- 2008年
  - 重要無形文化財「蒔絵」保持者（人間国宝）認定[10]
  - 紫綬褒章受章[11]
- 2021年 旭日小綬章受章[12][13]
- 2025年 大相撲横綱審議委員会委員就任[14]

## 著書・出演

### 著書
- 『漆の文化―受け継がれる日本の美』角川選書[15]

### 出演
- 『たけしアート☆ビート 第16回 伝統と創造の人間国宝 室瀬和美』（NHK BSプレミアム、2011年9月14日放送）